# Норьега, Эдуардо (мексиканский актёр)
Эдуардо Собрина Норьега (исп. Eduardo Sobrina Noriega; 25 сентября 1916, Мехико, Мексика — 14 августа 2007, там же) — мексиканский актёр театра и кино и продюсер, актёр «Золотого века мексиканского кинематографа», внёсший значительный вклад в развитие мексиканского кинематографа — 145 ролей в кино и телесериалах, один из мексиканских актёров покоривших Голливуд.

## Биография
Родился 25 сентября 1916 года в Мехико. После окончания средней школы поступил в UNAM на факультет ИЗО и успешно окончил его, но несмотря на получение художественного диплома его потянуло в актёрскую карьеру. В 1939 году дебютировал в качестве театрального актёра, в 1941 году в качестве киноактёра. В 1945 году подписал контракт с Голливудом и переехал в США и сотрудничал с выдающимися голливудскими актёрами Джоном Уэйном, Ширли Темплом и Энтони Куинном. 
Скончался 14 августа 2007 года в Мехико от инфаркта миокарда, не дожив чуть более месяца до своего 91-летия. Похоронен в Церкви Агиллас.

### Личная жизнь
Эдуардо Норьега был женат дважды:
- На сегодняшний день известен брак с актрисой Донной Ли (1930-2011), которая родила 4 детей — Лаура, Рикардо, Эдуардо-младший и Эстебан.

## Избранная фильмография

### Телесериалы
- 1955—1956 — Шина: Королева джунглей — Пепе
- 1958—1960 — Техасец — Капитан Ортега
- 1959 — Пограничный патруль — Ариарте
- 1985—2007 — Женщина, случаи из реальной жизни
- 1996 — Моя дорогая Исабель — Эрасто
- 2000—2001 — Обними меня крепче — Франсиско «Панчо» Монтес

### Фильмы
- 1944 — Мексиканец
- 1949 — Женщина из порта — Карлос
- 1955 — Адский остров — инспектор Пенья
- 1957 — Здесь был Панчо Вилья — капитан
- 1966 — Тарзан и Золотая долина — инспектор Тальмадге
- 1978 — Патрульный 777 — Падре Всемогущий